# Великолепная семёрка (астрономия)
«Великолепная семёрка» — группа из семи близких одиночных нейтронных звёзд, удалённых на расстоянии от 122 до 306 пк от Земли.

## История
Первый источник этого типа был открыт в 1996 году Фредом Уолтером и др. Название «Великолепная семёрка» (англ. The Magnificent Seven) с аллюзией на одноимённый фильм впервые использовали Тревес и др. для источников RX J185635-3754, RBS1556, RBS1223, RX J0806.4-4132, RX J0720.4-3125, RX J0420.0-5022 и MS 0317.7-6647. Однако вскоре было показано, что MS 0317.7-6647 не является нейтронной звездой. В 2001 году Зампьери и др. открыли новый источник этого типа (1RXS J214303.7+065419/RBS 1774), так что их снова стало семь. С 2001 года не появилось новых достоверных источников этого типа, и название «Великолепная семёрка» стало общеупотребительным. Другое популярное название для этой группы объектов: XDINS — X-ray Dim Isolated Neutron Stars. Слово «dim» («тусклые») в этом названии неоднократно критиковалось как неуместное, поскольку в рентгеновской области спектра эти источники весьма ярки, поэтому в последнее время всё чаще используют аббревиатуру XINS — X-ray Isolated Neutron Stars («рентгеновские изолированные нейтронные звёзды»).
Полагают, что это молодые (моложе одного миллиона лет) одиночные нейтронные звёзды с сильным магнитным полем (1013 — 1014 Гаусс).
| Источник, RX J | Период, с | Температура, эВ | Температура, К |
| -------------- | --------- | --------------- | -------------- |
| 1856.5−3754    | 7,06      | 60-62           | ~ 0,7 млн.     |
| 0720.4−3125    | 8,39      | 85-87           | ~ 1 млн.       |
| 1605.3+3249    | ???       | 93-96           | ~ 1 млн.       |
| 1308.6+2127    | 10,31     | 102             | ~ 1,2 млн.     |
| 2143.0+0654    | 9,44      | 102-104         | ~ 1,2 млн.     |
| 0806.4−4123    | 11,37     | 92              | ~ 1 млн.       |
| 0420.0−5022    | 3,45      | 45              | ~ 520 тыс.     |

Данные для таблицы частично взяты из обзора Дэвида Каплана, частично — из обзора Роберо Туроллы и других источников. Оценки температуры могут значительно варьироваться у разных авторов, в зависимости от теоретической модели, использованной для подгонки наблюдаемого спектра. Кроме того, источник RX J0720.4-3125 является переменным.